# Sanhua
Sanhua Holding Group Co., Ltd. (三花控股集团有限公司) ist ein chinesischer Hersteller von Steuerungen und Komponenten für Heizungen, Klimaanlagen und Belüftungssystemen. Das Unternehmen ist einer der größten Lieferanten für Rückschlagventile.

## Geschichte
Sanhua wurde 1984 in Zhejiang gegründet und stellte anfangs vor allem Elemente der Mess- und Regeltechnik für Klimaanlagen her. Im Jahr 2004 wurde die Forschungs- und Entwicklungsabteilung an die Universität Zhejiang verlegt. Seit 2007 ist die Firma an der Shenzhen Stock Exchange gelistet.
2012 übernahm das Unternehmen die Aweco aus dem Allgäu, die hauptsächlich Komponenten für Geschirrspülmaschinen, Waschmaschinen und Kühlschränke produziert.